# 이선호 (1988년)
이선호(1988년 1월 13일 ~ )는 대한민국의 피아니스트이다.
예술의전당, 금호아트홀, 벡슈타인홀, 영산아트홀 등에서 연주하였으며
중국 Shenzhen Grand Theatre, 스위스 Vevey Theatre, 프랑스 Nice Academie, 그리스 Megaron Concert Hall, 포르투갈 Casa Da Musica, 이탈리아 Monteverdi Conservatory, 독일 뮌헨 Gasteig, 쾰른 Lew Koplew, 하노버 Richard Jakoby Saal, 클레베 Klevischer Sommer, 뒤셀도르프 Klassische Soireen auf der König 등에서 연주하였으며 또한 Shenzhen Symphony Orchstera, Shenzhen String Quartet, dem Orquestra Nacional do Porto, Jessay Symphony Orchstra, der Streicher Akademie Bozen, Bad Reichenhaller Philharmonie, Jenaer Philharmonie, Russe Philharmonic Orchestra, Düsseldorfer Symphoniker Quartett 등과 솔로이스트로 연주하며 지평을 넓혀가고 있다.
언론으로부터 빈틈없는 테크닉, 열정과 지성을 겸비한 피아니스트로 평가되며 2009년 세계 10대 콩쿠르 중 하나인 57th Feruccio Busoni International Piano Competition 5위를 수상하여 이름을 알렸으며 2008년 제 25회 포르투 피아노 국제 콩쿠르 2위 및 최연소 파이널리스트상 수상, 제 37회 마리아 칼라스 피아노 그랑프리 최연소 세미파이널리스트상 수상, 2012년 독일 츠비카우에서 개최된 제 16회 로버트 슈만 피아노 국제 콩쿨에서 세미파이널리스트상을 수상하였으며 또한 한국음악독일협회에서 초청 연주회를 독일 본 대학강당에서 가졌었고, 독일 Fulda에서 열린 Schlitz PIANALE 콩쿠르에서 2위 및 3개의 특별상을 받아 부상으로 풀다와 바이로이트, 스폐 레온에서 초청독주회를 성공리에 마쳤다. 2006년 제 1회 중국 셴졘 피아노 협주곡 국제 콩쿠르 최연소 입상, 2002년 제 9회 미주리 피아노 국제 콩쿠르 3위 입상, 2001년 국민일보 한세대콩쿠르, 난파 콩쿠르에서 모두 1위, 2010년 프랑스 Pontoise 피아노 캠퍼스국제 콩쿠르에서 프로코피에프 특별상을 수상하기도 하였으며 2013년 11월 '쇼팽로마 피아노 두오 국제콩쿨' 2위를 수상하였으며
최근에는 2015년 6월 영산아트홀에서 개최된 피아노 두오 국제 콩쿠르 참가 지원을 위한 '제 1회 한국 피아노 두오 협회 콩쿨'에서 'Grand Prix', 9월 제 6회 폴란드 비알리스톡 피아노 두오 국제 콩쿨에서 2개의 특별상, 12월 제 10회 불가리아 슈베르트 피아노 두오 국제 콩쿨에서 1위 및 3개의 특별상을 수상 하였으며 2016년 6월 시카고 피아노 두오 국제콩쿨에서 입상하였다.
또 다른 활동분야인 실내악에서도 첼리스트 심준호, 바이올리니스트 권혁주, 클라리네티스트 장종선과 함께 듀오 연주를 독일을 중심으로 활발하게 하고있다. 또한 볼차노보첸, 니스 페스티발, 클레베 페스티발, 등에 참가 및 솔로이스트로 초청 독주회를 가진 바 있다. 또한 한국을 비롯하여, 미국, 독일, 중국, 프랑스, 스위스, 그리스, 이탈리아, 포르투갈 그리고 스폐인에서 연주회를 가졌다. 금호 영재 콘서트 출신으로, 금호아트홀에서 독주회를 가졌으며, 예원학교 졸업 후 임종필 교수 문하에서 한국예술종합학교 영재원 과정을 마치고 예술영재 과정 중 도독, 2004년 하노버 음대에 입학하였으며 하노버 음대 ME(Musikerziehung) 학사과정과 KA(Künstlerische Ausbildung) 석사과정및 최고연주자과정 KE(Konzertexamen) 과정을 명교수 블라디미르 크라이네프 교수 (Prof. Vladimir Krainev) 문하에서 졸업하였다.

## 수상경력
- 2001년 난파 음악콩쿨 1위
- 2001년 국민일보 한세대 음악콩쿨 1위
- 2002년 제 9회 미주리 국제콩쿨 3위
- 2006년 제 1회 셴졘 피아노협주곡 국제콩쿨 6위
- 2008년 제 37회 마리아 칼라스 피아노 그랑프리 최연소 세미 파이널리스트상
- 2008년 제 25회 포르투 국제콩쿨 최연소 2위 및 최연소 파이널리스트상
- 2009년 제 57회 부조니 국제콩쿨 5위 및 최연소 파이널리스트
- 2010년 피아노 캠퍼스 국제콩쿨 프로코피에프 특별상
- 2012년 제 16회 로버트 슈만 피아노 국제콩쿨 세미파이널리스트상
- 2012년 한국음악독일협회 특별상
- 2012년 Schlitz PIANALE 2위 및 3개의 특별상
- 2013년 쇼팽로마 피아노 두오 국제콩쿨 2위
- 2015년 해외 피아노 두오 국제 콩쿨 지원을 위한 1회 한국 피아노 두오 협회 콩쿨 Grand Prix
- 2015년 제 6회 폴란드 비알리스톡 피아노 두오 국제콩쿨 2개의 특별상
- 2015년 제 10회 불가리아 슈베르트 피아노 두오 국제콩쿨 1위 및 3개의 특별상
- 2016년 시카고 피아노 두오 국제콩쿨 입상

## 음반경력
- 2002년 미주리 국제 청소년 콩쿨 입상자 시리즈
- 2004년 독일 리사이틀 데뷔, 뒤셀도르프 슈타인웨이 홀
- 2006년 선전 피아노 협주곡 국제콩쿨 살황 모짜르트 협주곡 K. 453, 쇼팽 협주곡 1번, 라흐마니노프 협주곡 2번
- 2009년 부조니 콩쿨 실황 DVD, CD
- 2011년 Live Revital in Krefeld 2011